# Esports World Cup
Esports World Cup (EWC), hay Cúp thể thao điện tử thế giới, là chuỗi giải đấu thể thao điện tử quốc tế được tổ chức hằng năm bởi tổ chức Quỹ Esports World Cup, một tổ chức phi lợi nhuận. Đây được xem là sự kiện thể thao điện tử chuyên nghiệp lớn nhất thế giới cả về mặt tài chính lẫn số lượng tựa game thi đấu, với tổng giá trị giải thưởng lên tới 62,5 triệu đô la Mỹ trong kỳ EWC 2024, bao gồm tiền thưởng của từng giải đấu, phần thưởng cho các đội đủ điều kiện tham dự, giải thưởng cho tuyển thủ xuất sắc nhất, và giải Vô địch Câu lạc bộ. Hơn 25 tựa game sẽ được thi đấu tại EWC. Giải đấu được tổ chức hằng năm tại Riyadh, Ả Rập Xê Út từ tháng 7 đến tháng 8.
Esports World Cup bắt nguồn từ Gamers Without Borders (GWB), một chuỗi giải đấu thể thao điện tử từ thiện do Liên đoàn Thể thao Điện tử và Thể thao Trí tuệ Ả Rập Xê Út (SAFEIS) tổ chức — sau này, mảng thể thao điện tử được tách riêng thành Liên đoàn Thể thao Điện tử Ả Rập Xê Út (SEF). Ban đầu, giải đấu này nhằm hỗ trợ các tổ chức từ thiện tham gia ứng phó với đại dịch COVID-19. Năm 2022, SEF đã ra mắt Gamers8 — một lễ hội trò chơi và thể thao điện tử kéo dài tám tuần, được tổ chức tại thành phố Boulevard ở Riyadh, với Gamers Without Borders đóng vai trò là vòng loại cho phần lớn các tựa game của Gamers8. Đến năm 2023, Gamers8 đã tổ chức vòng chung kết FIFAe World Cup cuối cùng trên dòng game FIFA do EA Sports phát hành, đồng thời giới thiệu hạng mục Club Awards — một giải đấu liên game trị giá 5 triệu USD dành cho các câu lạc bộ thể thao điện tử có thành tích xuất sắc nhất trên nhiều tựa game khác nhau.
Vào tháng 9 năm 2023, Esports World Cup (EWC) và Quỹ cùng tên đã được Thái tử Mohammed bin Salman chính thức thành lập, với kỳ EWC đầu tiên được tổ chức vào năm sau như là sự kế thừa của Gamers8. Chuỗi giải đấu này đã được mở rộng quy mô một cách đáng kể, quy tụ hầu hết các tựa game thể thao điện tử lớn nhất thế giới. Bên cạnh đó, giải thưởng Club Awards được thay thế bằng Club Championship — một giải đấu liên game trị giá 20 triệu USD, tổng hợp kết quả thi đấu ở từng tựa game của tất cả các tổ chức tham dự (gọi là "câu lạc bộ" trong hệ thống của EWC) để tìm ra Nhà vô địch Câu lạc bộ. Phiên bản đầu tiên đã được đội Team Falcons của Ả Rập Xê Út giành chiến thắng. Các câu lạc bộ thể thao điện tử cũng được hưởng các ưu đãi tài chính thông qua Chương trình Hỗ trợ Câu lạc bộ (sau này đổi tên thành Chương trình Đối tác Câu lạc bộ).
Năm 2025, EWC sẽ đưa cờ vua vào danh sách thi đấu của mình, với kỳ thủ Magnus Carlsen đảm nhiệm vai trò đại sứ cờ vua chính thức của giải. Động thái này là một phần trong kế hoạch mở rộng quy mô giải đấu, với tổng giá trị giải thưởng vượt mức 70 triệu USD.
Tuy nhiên, EWC cũng đã vấp phải nhiều chỉ trích khi bị cho là một công cụ "tẩy trắng bằng thể thao" do Vương quốc Ả Rập Xê Út sử dụng nhằm đánh lạc hướng cộng đồng thể thao điện tử khỏi các vi phạm nhân quyền nghiêm trọng của nước này. Nhiều nhà bình luận đã lên tiếng về quan điểm của Ả Rập Xê Út đối với quyền LGBTQ+, quyền của phụ nữ, cũng như cách chính quyền xử lý các ý kiến bất đồng.

## Lịch sử

### Gamers Without Borders
Tháng 4 năm 2020, Liên đoàn Thể thao Điện tử và Thể thao Trí tuệ Ả Rập Xê Út (SAFEIS) đã công bố Gamers Without Borders (GWB), một chuỗi giải đấu thể thao điện tử kéo dài bảy tuần nhằm hỗ trợ các tổ chức đang ứng phó với đại dịch COVID-19 khi đó vẫn đang diễn ra. Giải GWB đầu tiên có tổng giá trị giải thưởng lên tới 10 triệu đô la Mỹ,  và các đội tham gia được quyền lựa chọn tổ chức từ thiện để quyên góp số tiền mà họ giành được. Các tựa game có mặt tại Gamers Without Borders 2020 bao gồm Dota 2, Fortnite, FIFA 20, PUBG Mobile, Rainbow Six Siege and Rocket League. Tất cả các giải đấu đều được tổ chức trực tuyến và phần lớn được chia theo khu vực do hạn chế đi lại được áp dụng trong bối cảnh đại dịch.
GWB đã tổ chức mùa thứ hai như một sự kiện độc lập vào năm 2021, cũng với tổng giá trị giải thưởng lên tới 10 triệu đô la Mỹ, trong đó các khoản quyên góp chủ yếu tập trung vào việc phân phối vắc-xin COVID-19. Điều này diễn ra sau khi mảng thể thao điện tử của SAFEIS được tách riêng, và tổ chức này trở thành Liên đoàn Thể thao Điện tử Ả Rập Xê Út (SEF).

## Gamers8
Năm 2022, Liên đoàn Thể thao Điện tử Ả Rập Xê Út đã ra mắt Gamers8 — một lễ hội trò chơi và thể thao điện tử tổ chức trực tiếp, diễn ra tại thành phố Boulevard, thủ đô Riyadh. Phiên bản đầu tiên kéo dài 8 tuần, bao gồm các buổi biểu diễn âm nhạc cùng các giải đấu của Dota 2 (với tên gọi Riyadh Masters), Fortnite, PUBG Mobile, Rainbow Six Siege và Rocket League, với tổng giá trị giải thưởng lên tới 15 triệu USD. Gamers Without Borders cũng quay trở lại trong năm đó, đóng vai trò là vòng loại cho Gamers8 đối với các tựa game tham gia, đồng thời tiếp tục quyên góp 15 triệu USD cho các tổ chức từ thiện.
Vào tháng 9 năm 2022, Ả Rập Xê Út đã công bố Chiến lược Quốc gia về Trò chơi và Thể thao Điện tử (NGES), với mục tiêu biến quốc gia này trở thành trung tâm toàn cầu của ngành công nghiệp trò chơi điện tử vào năm 2030  phù hợp với "Tầm nhìn 2030" của Ả Rập Xê Út, — một kế hoạch chiến lược do Thái tử Mohammed bin Salman dẫn dắt nhằm đa dạng hóa nền kinh tế, tạo cơ hội việc làm và giảm sự phụ thuộc vào dầu mỏ. Chiến lược NGES bao gồm 86 sáng kiến trải dài trên 8 lĩnh vực trọng tâm: phát triển công nghệ và phần cứng, sản xuất trò chơi, thể thao điện tử, các dịch vụ bổ trợ, cơ sở hạ tầng, quy định pháp lý, giáo dục và thu hút nhân tài. Các mục tiêu của chính phủ Ả Rập Xê Út bao gồm sản xuất hơn 30 tựa game cạnh tranh tại các studio trong nước, tạo ra hơn 39.000 việc làm mới trong ngành, và trở thành một trong ba quốc gia hàng đầu thế giới về số lượng tuyển thủ thể thao điện tử chuyên nghiệp.
Gamers8 đã quay trở lại vào năm 2023 với chủ đề phụ là "Vùng đất của những người hùng" (The Land of Heroes). Phiên bản lần này có 15 tựa game thể thao điện tử được thi đấu, trong đó Tekken 7 và Counter-Strike: Global Offensive lần đầu tiên được đưa vào chương trình chính thức của lễ hội. Đáng chú ý nhất, Gamers8 cũng là nơi đăng cai FIFAe World Cup 2023, thi đấu trên trò chơi điện tử FIFA 23, cùng với FIFAe Nations Cup và FIFAe Club World Cup. FIFAe World Cup 2023, game thủ người Hà Lan Manuel "ManuBachoore" Bachoore đã xuất sắc giành chức vô địch, là kỳ FIFAe World Cup cuối cùng được tổ chức trên dòng game FIFA do EA Sports phát hành, sau khi Liên đoàn Bóng đá Quốc tế chấm dứt mối quan hệ hợp tác với EA sau các giải đấu này. Tổng giá trị giải thưởng của Gamers8 2023 đạt mức kỷ lục khi đó là 45 triệu đô la Mỹ USD, vượt qua The International 2021 của Dota 2 để trở thành giải đấu có tổng giá trị giải thưởng lớn nhất trong lịch sử thể thao điện tử; riêng giải Dota Riyadh Masters 2023 đã có tổng giải thưởng lên tới 20 triệu đô la Mỹ.
Là một phần của tổng giá trị giải thưởng, Gamers8 2023 cũng giới thiệu hạng mục Club Awards — một giải đấu liên game trị giá 5 triệu đô la Mỹ, trong đó các đội tuyển sẽ tích lũy điểm nếu lọt vào top 8 của các giải đấu được chọn tại sự kiện. Để đủ điều kiện tham gia Club Awards, một đội phải ghi điểm ở ít nhất hai giải đấu hợp lệ, và chỉ có 8 đội đứng đầu bảng xếp hạng mới nhận được tiền thưởng. Giải Club Awards Gamers8 2023 đã thuộc về tổ chức Twisted Minds của Ả Rập Xê Út.

## Esports World Cup

### 2024
Phù hợp với Chiến lược Quốc gia về Trò chơi và Thể thao Điện tử (NGES) đã có, Ả Rập Xê Út đã công bố Esports World Cup vào tháng 10 năm 2023, như là sự kế thừa của Gamers8. Thông báo được đưa ra trong khuôn khổ "Hội nghị Thể thao Toàn cầu Mới" của Vương quốc, với sự tham dự của các quan chức cấp cao chính phủ cùng những nhân vật hàng đầu trong các lĩnh vực thể thao, game và thể thao điện tử. Thái tử Mohammed bin Salman đã phát biểu tại buổi công bố rằng "Esports World Cup là bước tiếp theo tất yếu trong hành trình của Ả Rập Xê Út nhằm trở thành trung tâm toàn cầu hàng đầu về trò chơi và thể thao điện tử, mang đến trải nghiệm thể thao điện tử đẳng cấp, vượt xa giới hạn ngành công nghiệp này. Cuộc thi sẽ thúc đẩy tiến trình của chúng ta trong việc hiện thực hóa các mục tiêu của "Tầm nhìn 2030", bao gồm đa dạng hóa nền kinh tế, phát triển ngành du lịch, tạo ra việc làm mới trong nhiều ngành nghề, và cung cấp giải trí đẳng cấp thế giới cho công dân, cư dân cũng như du khách." Hoạt động của EWC đã được chuyển từ Liên đoàn Thể thao Điện tử Ả Rập Xê Út sang Quỹ Esports World Cup mới thành lập, một tổ chức phi lợi nhuận được tài trợ bởi Quỹ Đầu tư Công của Ả Rập Xê Út.
Trong khuôn khổ thông báo về Esports World Cup, Quỹ đã tiết lộ rằng họ đã mua lại thương hiệu Electronic Sports World Cup (ESWC). Mặc dù Esports World Cup từng sử dụng tạm thời chữ viết tắt ESWC sau khi được công bố, nhưng sau đó đã chuyển sang dùng EWC, gợi ý rằng việc mua lại thương hiệu ESWC chỉ nhằm tránh gây nhầm lẫn giữa hai tổ chức.
Giống như Gamers8, Esports World Cup được tổ chức tại thành phố Boulevard ở Riyadh, với hầu hết các sự kiện diễn ra trong một địa điểm rộng 59,900 mét vuông (644,76 foot vuông) bao gồm bốn nhà thi đấu thể thao điện tử riêng biệt: SEF Arena (được gọi là Qiddiya Arena vì lý do tài trợ), 5V5 Arena (được gọi là Amazon Arena vì lý do tài trợ), BR Arena (được gọi là stc Arena vì lý do tài trợ) và Riyadh Festival.  Sảnh chơi game stc, cũng nằm trong thành phố Boulevard, tổ chức các vòng loại cuối cùng cho một số trò chơi cũng như các giải phụ cho các tựa game như Strinova và Valorant.
Esports World Cup 2024 có tổng giá trị giải thưởng kết hợp lớn nhất trong lịch sử thể thao điện tử lúc bấy giờ, với các đội và tổ chức thi đấu giành tổng cộng 62,5 triệu đô la Mỹ (được quảng bá là hơn 60 triệu đô la Mỹ với khẩu hiệu "Tiền thưởng thay đổi cuộc đời'"). Điều này bao gồm các giải đấu chính, vòng loại, giải thưởng MVP và Club Championship — giải đấu kế thừa từ Club Awards của Gamers8. Club Championship trao 20 triệu đô la Mỹ cho 16 tổ chức ("câu lạc bộ") hàng đầu, được xác định dựa trên thành tích tổng thể của họ ở nhiều tựa game trong suốt giải đấu. Cơ chế vòng loại từ Club Awards vẫn được giữ nguyên, nhưng Club Championship chỉ được trao cho tổ chức xuất sắc nhất, tức là đội đã giành ít nhất một chức vô địch ở các giải đấu hợp lệ tại EWC. Thực tế, do có sự hòa điểm ở vị trí thứ 16 giữa hai tổ chức FURIA Esports và Weibo Gaming, nên có tổng cộng 17 tổ chức nhận tiền thưởng từ Club Championship, vì các trường hợp hòa điểm dưới vị trí nhất không được phân định và tiền thưởng được chia đều cho các câu lạc bộ cùng điểm.
Ngoài ra, ba mươi tổ chức thể thao điện tử hàng đầu đã được trả tiền tham gia Esports World Cup thông qua Chương trình Hỗ trợ Câu lạc bộ, một sáng kiến nhằm cung cấp hỗ trợ tài chính đáng kể cho các tổ chức này. Thông qua chương trình này, các đội được chọn nhận hỗ trợ tài chính hàng năm để nâng cao hoạt động và một khoản tiền kích thích một lần để tham gia các tựa game thể thao điện tử có mặt tại Esports World Cup. Một số người suy đoán rằng khoản trợ cấp để tham gia các tựa game thể thao điện tử mới chính là cách các tổ chức như Team Vitality đã bước vào những tựa game như StarCraft II và Mobile Legends: Bang Bang.
Tổng cộng có 22 giải đấu, thuộc 21 tựa game, được tổ chức trong khuôn khổ Club Championship. Các giải đấu mới bao gồm Mid Season Cup và Women's Invitational của Mobile Legends: Bang Bang, Invitational Midseason của Vương Giả Vinh Diệu, cùng các giải đấu cho Liên Minh Huyền Thoại và Call of Duty: Modern Warfare III, và một số tựa game khác. Tổ chức Team Falcons của Ả Rập Xê Út đã giành chiến thắng Club Championship.

### 2025
Kết thúc Esports World Cup 2024, đã có thông báo rằng kỳ thi đấu năm 2025 sẽ diễn ra từ tháng 7 đến tháng 8 năm 2025, sau đó được xác nhận cụ thể từ ngày 7 tháng 7 đến ngày 24 tháng 8 năm 2025, tức ngắn hơn một tuần so với cả hai kỳ Gamers8 và kỳ đầu tiên của EWC.
Tổng cộng sẽ có 25 giải đấu đủ điều kiện tham gia Club Championship diễn ra trong Esports World Cup 2025, với chỉ có Fortnite không trở lại so với năm trước. TCác tựa game mới được bổ sung vào chương trình chính của Esports World Cup bao gồm Crossfire và Valorant (theo thỏa thuận ba năm với Riot Games), cũng như cờ vua; mặc dù cờ vua chủ yếu là trò chơi bàn cờ, nhưng các phiên bản kỹ thuật số như trên Chess.com khiến nó được Quỹ Esports World Cup coi là một bộ môn thể thao điện tử. Đại kiện tướng cờ vua người Na Uy Magnus Carlsen được bổ nhiệm làm đại sứ cờ vua chính thức của Esports World Cup khi trò chơi này được công bố là một phần của EWC vào tháng 12 năm 2024. Chương trình Hỗ trợ Câu lạc bộ cũng đã được mở rộng lên 40 tổ chức và được đổi tên thành Chương trình Đối tác Câu lạc bộ, với tổng cộng 20 triệu đô la Mỹ được phân bổ trực tiếp đến các câu lạc bộ thông qua cơ chế này.
Phiên bản năm nay của Esports World Cup đã mở rộng tổng giá trị giải thưởng lên hơn 70 triệu đô la Mỹ, bao gồm cả giải thưởng MVP và các giải đấu vòng loại. Trong số đó, 27 triệu đô la Mỹ sẽ được dành cho Club Championship.

## Thể thức

### Điều kiện tham gia
Các đội tuyển đủ điều kiện tham dự Esports World Cup thông qua nhiều cơ chế khác nhau tùy thuộc vào từng trò chơi. Hầu hết các tựa game chọn đội và tuyển thủ thông qua các giải đấu và giải khu vực. Ví dụ, phần lớn các đội tham gia giải đấu Overwatch 2 đủ điều kiện bằng cách lọt vào nhóm đội mạnh nhất trong giai đoạn hai của giải đấu khu vực Overwatch Champions Series (bao gồm Bắc Mỹ, EMEA, Trung Quốc, Thái Bình Dương, Hàn Quốc và Nhật Bản). Một số giải đấu khác lại mời đội tham gia, như giải đấu Liên Minh Huyền Thoại năm 2024 (dù tất cả các đội tham dự đều đã đủ điều kiện cho Mid-Season Invitational năm đó). Kể từ Esports World Cup 2025, một số tựa game cho phép nhà vô địch của năm trước tự động đủ điều kiện tham dự. Đối với các trò chơi đối kháng, EA Sports FC, cờ vua và một số tựa game khác, các Vòng loại Cơ hội Cuối cùng (Last Chance Qualifiers – LCQs) được tổ chức tại Sảnh chơi game stc, mở cho tất cả người chơi mong muốn tham gia, và những người đạt thành tích cao nhất sẽ đủ điều kiện dự giải đấu Esports World Cup tương ứng.
Kể từ năm 2025, Asian Champions League (ACL, không nên nhầm lẫn với các giải đấu cấp câu lạc bộ trong nước của Liên đoàn Bóng đá châu Á – AFC) đã đóng vai trò là vòng loại riêng cho khu vực châu Á đối với nhiều tựa game tại Esports World Cup. Ví dụ, trong Counter-Strike 2, đội vô địch ACL sẽ giành quyền tham dự giải đấu Esports World Cup; 15 suất còn lại được mời dựa trên Bảng Xếp Hạng Khu Vực độc quyền của Valve. ACL được điều hành bởi Hero Esports (trước đây là VSPO), với trận chung kết tổng cũng là một phần của sự kiện DreamHack Thượng Hải.

### Club Championship
Club Championship là một cuộc thi đa tựa game trong khuôn khổ Esports World Cup. Một phần tiền thưởng sẽ được phân chia cho các câu lạc bộ hàng đầu (từ "câu lạc bộ" được EWC sử dụng thay cho "tổ chức"), dựa trên thành tích tổng thể của họ trong nhiều tựa game xuyên suốt giải đấu. Năm 2024, 16 câu lạc bộ đứng đầu trong Club Championship được đảm bảo nhận phần thưởng tiền mặt. Để đủ điều kiện tham dự Club Championship, một câu lạc bộ phải lọt vào top 8 ở ít nhất hai giải đấu, và để giành chức vô địch, câu lạc bộ đó cũng phải giành hạng nhất ở ít nhất một giải. Chỉ những tuyển thủ được công bố chính thức là thành viên của tổ chức tương ứng mới đủ điều kiện ghi điểm cho câu lạc bộ của họ. Dưới đây là bảng phân bổ điểm số dựa trên thứ hạng tại các giải đấu riêng lẻ trong năm 2024:
| VT | Điểm |   | VT  | Điểm |
| 1  | 1000 | 5 | 110 |      |
| 2  | 600  | 6 | 70  |      |
| 3  | 350  | 7 | 40  |      |
| 4  | 200  | 8 | 20  |      |

### Chương trình Đối tác Câu lạc bộ
Chương trình Đối tác Câu lạc bộ của Quỹ Esports World Cup (trước đó là Chương trình Hỗ trợ Câu lạc bộ) là một sáng kiến nhằm cung cấp hỗ trợ tài chính đáng kể cho các tổ chức thể thao điện tử được chọn. Thông qua chương trình này, các đội tuyển được lựa chọn sẽ nhận được hỗ trợ tài chính hàng năm để nâng cao hoạt động và tạo thêm cơ hội cho các tuyển thủ chuyên nghiệp. Tổng cộng có 30 tổ chức thể thao điện tử được chọn tham gia Chương trình Hỗ trợ Câu lạc bộ vào năm 2024, và 40 tổ chức vào Chương trình Đối tác Câu lạc bộ vào năm 2025, dựa trên thành tích thi đấu trong quá khứ, chiến lược tương lai và cách tiếp cận người hâm mộ. Cũng như các đội tuyển khác tại EWC, các thành viên của Club Support Program phải đủ điều kiện tham dự sự kiện của từng tựa game và Club Championship, tuy nhiên họ vẫn được nhận thưởng tài chính hàng năm bất kể tình trạng đủ điều kiện, cũng như một khoản hỗ trợ một lần nếu tổ chức muốn tham gia vào các bộ môn thể thao điện tử mới, đặc biệt là những bộ môn có mặt tại Esports World Cup. Việc nhận thưởng phụ thuộc vào khả năng của mỗi thành viên trong việc tăng lượng người xem và mức độ tương tác của người hâm mộ đối với EWC.

## Các trò chơi nổi bật
Trong phiên bản 2024, có 23 sự kiện được tổ chức trên 22 tựa game khác nhau. Đến năm 2025, số lượng sự kiện sẽ tăng lên 25 trong khi số tựa game tăng lên 24. Tính đến năm 2025, Mobile Legends: Bang Bang là trò chơi duy nhất có nhiều sự kiện trong cùng một năm, một sự kiện dành cho nam và một sự kiện dành cho nữ. Một số sự kiện cũng được tổ chức như một phần của EWC, chẳng hạn như PUBG Mobile World Cup và Honor of Kings World Cup.
| Game                           | Game                           | G8 2022    | G8 2023    | 2024       | 2025       | 2026       | 2027       |
| ------------------------------ | ------------------------------ | ---------- | ---------- | ---------- | ---------- | ---------- | ---------- |
| Apex Legends                   | Apex Legends                   |            |            | Green tick | Green tick |            |            |
| Call of Duty                   | Call of Duty                   |            |            | Y [ c ]    | Y [ d ]    | Green tick | Green tick |
| Call of Duty: Warzone          | Call of Duty: Warzone          |            |            | Green tick | Green tick | Green tick | Green tick |
| Cờ vua                         | Cờ vua                         |            |            |            | Green tick |            |            |
| Counter-Strike                 | Counter-Strike                 |            | Y [ e ]    | Y [ f ]    | Y [ f ]    | Y [ f ]    | Y [ f ]    |
| Crossfire                      | Crossfire                      |            |            |            | Green tick |            |            |
| Dota 2                         | Dota 2                         | Y [ g ]    | Y [ g ]    | Y [ g ]    | Green tick | Green tick |            |
| FIFA/EA Sports FC              | FIFA/EA Sports FC              |            | Y [ h ]    | Y [ i ]    | Y [ j ]    |            |            |
| Fatal Fury: City of the Wolves | Fatal Fury: City of the Wolves |            |            |            | Green tick | Green tick | Green tick |
| Fortnite                       | Fortnite                       | Green tick | Green tick | Y [ k ]    |            |            |            |
| Free Fire                      | Free Fire                      |            |            | Y [ l ]    | Green tick | Green tick |            |
| Vương Giả Vinh Diệu            | Vương Giả Vinh Diệu            |            |            | Y [ m ]    | Y [ n ]    | Green tick |            |
| Liên Minh Huyền Thoại          | Liên Minh Huyền Thoại          |            |            | Green tick | Green tick | Green tick | Green tick |
| Mobile Legends: Bang Bang      | Nam                            |            |            | Green tick | Green tick | Green tick |            |
| Mobile Legends: Bang Bang      | Nữ                             |            |            | Green tick | Green tick | Green tick |            |
| Overwatch 2                    | Overwatch 2                    |            |            | Green tick | Y [ o ]    | Green tick |            |
| PUBG: Battlegrounds            | PUBG: Battlegrounds            |            | Y [ p ]    | Green tick | Green tick | Green tick |            |
| PUBG Mobile                    | PUBG Mobile                    | Y [ q ]    | Y [ q ]    | Y [ r ]    | Y [ r ]    | Green tick |            |
| Rainbow Six Siege              | Rainbow Six Siege              | Green tick | Green tick | Green tick | Y [ s ]    | Green tick |            |
| Rennsport                      | Rennsport                      |            | Green tick | Green tick | Green tick | Green tick |            |
| Rocket League                  | Rocket League                  | Green tick | Green tick | Green tick | Green tick |            |            |
| StarCraft II                   | StarCraft II                   |            | Green tick | Green tick | Green tick |            |            |
| Street Fighter 6               | Street Fighter 6               |            | Green tick | Green tick | Green tick | Green tick | Green tick |
| Strinova                       | Strinova                       |            |            | Y [ t ]    |            |            |            |
| Đấu Trường Chân Lý             | Đấu Trường Chân Lý             |            |            | Green tick | Green tick | Green tick | Green tick |
| Tekken                         | Tekken                         |            | Y [ v ]    | Y [ w ]    | Y [ w ]    | Green tick |            |
| Valorant                       | Valorant                       |            |            |            | Green tick | Green tick | Green tick |
| Tổng số sự kiện                | Tổng số sự kiện                | 5          | 12         | 23         | 26         | >19        | >8         |
| Tổng số trò chơi               | Tổng số trò chơi               | 5          | 12         | 22         | 25         | >18        | >8         |

## Cúp
Chiếc cúp cho Giải Esports World Cup đầu tiên, dùng cho Club Championship, đã được chính thức ra mắt tại Riyadh vào năm 2024, dù nó đã được trưng bày khi EWC được công bố chính thức vào năm 2023. Chiếc cúp được thiết kế và chế tác bởi nghệ nhân làm bạc Thomas Lyte ở Luân Đôn. Với chiều cao 60cm, nó được tạo hình từ hơn 9kg bạc sterling.
Thomas Lyte ban đầu đã thiết kế 10 ý tưởng phác thảo cho chiếc cúp. Thiết kế cuối cùng bao gồm nhiều chi tiết, chẳng hạn như các tam giác đan xen, lấy cảm hứng từ các nút trên tay cầm chơi game. Phần thân cúp được đúc từ mô hình in 3D và có hình dạng giống thân cây cọ, một biểu tượng dễ nhận biết của Ả Rập Saudi. Một chiếc vương miện được đặt trên đỉnh cúp. Tay cầm của cúp được tạo hình giống như các dây điện máy tính được bó chặt. Chiếc cúp Esports World Cup được đúc thành nhiều phần, mỗi phần được giũa, đánh bóng và mạ vàng 24 cara.
Mỗi câu lạc bộ tham gia Esports World Cup đều có một chiếc chìa khóa tam giác. Chiếc chìa khóa này sẽ được gắn vào chiếc cúp dành cho từng trò chơi (được gọi là "Game Trophies") khi giành chiến thắng. Khung của chiếc chìa khóa sẽ được đặt vào Totem; một khối vật lý được trưng bày tại Riyadh, đóng vai trò như một bộ sử ký ghi lại lịch sử của Esports World Cup. Khi một câu lạc bộ bị loại khỏi giải đấu, họ phải nộp lại chiếc chìa khóa của mình, chìa khóa đó sẽ được nghiền nát, bao bọc trong nhựa resin và đặt vào phần đế của Totem. Tuy nhiên, nhà vô địch của mỗi trò chơi có thể chọn ba chiếc chìa khóa của đối thủ để được bao bọc trong phần đế của chiếc Cúp Trò Chơi của mình thay vì phần đế của Totem.

## Phản hồi và tranh cãi
Việc công bố Esports World Cup đã nhận được phản ứng trái chiều do những lo ngại về hồ sơ nhân quyền của Ả Rập Saudi và việc giải đấu bị sử dụng như một công cụ "tẩy trắng bằng thể thao" , tương tự như các khoản đầu tư thể thao khác của Ả Rập Xê Út như LIV Golf và Saudi Pro League. Khoản đầu tư lớn của Ả Rập Saudi vào lĩnh vực thể thao điện tử, lên tới hàng tỷ đô la, đã dẫn đến sự phát triển nhanh chóng của ngành công nghiệp này trong nước. Tuy nhiên, những bước tiến này diễn ra trong bối cảnh quốc tế đang tiếp tục giám sát chặt chẽ về hồ sơ nhân quyền của Ả Rập Saudi, đặc biệt liên quan đến quyền LGBTQ+, quyền của phụ nữ, cũng như cách chính quyền xử lý các ý kiến bất đồng.
Vào tháng 6 năm 2024, đội tuyển Team Liquid đã công bố ý định mặc áo đấu lấy cảm hứng từ Cờ tự hào của cộng đồng LGBTQ+ tại Esports World Cup và được phép làm như vậy. Trong một bài viết được đăng tải vào tháng 4 năm 2024, kênh tin tức Mỹ CNN mô tả EWC có thể là “một bước ngoặt quan trọng trong ngành” sau các đợt sa thải quy mô lớn của các nhà phát triển trò chơi và sự sụt giảm doanh thu của các giải đấu thể thao điện tử chuyên nghiệp; bài viết cũng lưu ý rằng sự kiện này là một phần trong chiến lược đầu tư rộng lớn hơn của Ả Rập Xê Út vào thể thao, truyền thông và giải trí, giữa những cáo buộc về việc sử dụng "tẩy trắng bằng thể thao".
Nhiều đội tuyển và tuyển thủ đã chọn không tham gia cả hai phiên bản của chuỗi giải đấu này do danh tiếng của Ả Rập Xê Út. Một tuần trước giải Rocket League tại Gamers8 2022, đội Moist Esports đã rút lui khỏi cuộc thi. Quản lý đội, Noah "noah" Hinder, cho biết anh "không muốn liên kết với một quốc gia không công nhận người LGBTQ+ là con người" và rằng "điều quan trọng là đặt đạo đức và niềm tin của mình lên trên tiền bạc". Tương tự, Ex Oblivione quyết định không tham dự giải đấu Overwatch 2 tại Esports World Cup 2024 nếu họ đủ điều kiện, bày tỏ lo ngại về việc thiếu các điều kiện tiếp cận cần thiết cho tất cả thành viên trong cộng đồng của họ và khả năng người hâm mộ của họ bị loại trừ khỏi việc tham gia sự kiện cùng với họ. Vào năm 2025, Christopher "ChrisCCH" Hancock, người trước đó cũng đã từ chối tham gia các giải đấu Gamers8 và EWC, đã từ chối tham gia giải đấu Street Fighter 6 trong năm đó dù đã đủ điều kiện nhờ tham gia SFL World Championship. Anh ấy nêu lý do là vì cách EWC được tài trợ và quản lý, cũng như việc sự tích hợp của Capcom Pro Tour với Esports World Cup khiến cho việc không tham gia bất kỳ vòng loại nào của EWC đồng nghĩa với việc phải giải nghệ khỏi trò chơi.
Vào tháng 5 năm 2025, do một cuộc biểu tình toàn diện và tẩy chay "tất cả các bản đồ thế giới lớn" do các thành viên cộng đồng tổ chức, bộ môn esport Geoguessr đã rút khỏi sự kiện Riyadh dự kiến diễn ra vào cuối năm đó, khiến đây sẽ là lần xuất hiện quan trọng đầu tiên của họ tại sự kiện này.